# Presidente (cerveza)
Presidente es una cerveza tipo Pilsener de origen dominicano y estilo rubia. Se caracteriza por ser comercializada en una botella verde y un logo muy distintivo, producido por la Cervecería Nacional Dominicana (CND) en la República Dominicana.

## Historia
En 1929, el industrial estadounidense Charles H. Wanzer junto con otros socios comerciales fundaron la cervecería y comenzaron a elaborar la icónica cerveza dominicana, "Presidente", en 1935. La cerveza fue nombrada en honor al entonces presidente dominicano Rafael Leónidas Trujillo. Presidente se lanzó inicialmente como una cerveza oscura y obtuvo un éxito limitado, sin embargo, en la década de 1960, Presidente se transformó en la pilsner que se reconoce hoy. En 1986, la cervecería fue adquirida por la tabaquera dominicana Grupo León Jimenes. En 2012, la unidad brasileña de Anheuser-Busch InBev, AmBev, acordó comprar una participación mayoritaria en la cervecería con sede en República Dominicana Cervecería Nacional Dominicana del Grupo León Jimenes por más de $ 2 mil millones, formando la compañía de bebidas más grande del Caribe.

## Socios patrocinadores
Desde 2007, Presidente ha sido anfitrión del Festival Presidente, que es un evento de tres días en octubre que muestra el talento musical dominicano e internacional. Se lleva a cabo en el Estadio Olímpico Félix Sánchez en Santo Domingo, República Dominicana.

## Producción
Se produce muy cerca del Malecón de Santo Domingo, en una planta moderna que utiliza los estándares internacionales de calidad ISO 9001:2000. En la misma producen Malta Morena, Bohemia y otros productos. Los tanques pueden contener hasta 3 millones de litros de cerveza, la cual se fabrica con granos de primera calidad de los campos dominicanos. Diariamente se producen varios lotes los que se almacenan en la misma planta.